# Dominic Aitchison
Dominic Aitchison (Balfron, 1976. október 11. –) skót basszusgitáros. A Mogwai posztrock együttes alapító tagja, egyben a Crippled Black Phoenix és Stage Blood bandák basszusgitárosa is.
Dominic a jelenleg a City of Glasgow College részét képező The Glasgow College of Building and Printingen grafikai tervezést tanult.

## Fordítás
Ez a szócikk részben vagy egészben  a   Dominic Aitchison című angol Wikipédia-szócikk ezen változatának fordításán alapul.  Az eredeti cikk szerkesztőit annak laptörténete sorolja fel. Ez a jelzés csupán a megfogalmazás eredetét és a szerzői jogokat jelzi, nem szolgál a cikkben szereplő információk forrásmegjelöléseként.